# Пестрянка-циклоп
Пестрянка-циклоп (лат. Artona cyclops) — вид бабочек из семейства пестрянок. Распространён в Хабаровском и Приморском краях, на Корейском полуострове и в Китае. Бабочек можно наблюдать с июля по август. Размах крыльев 18,5—19 мм. Передние крылья с одним беловато-жёлтым пятном. Задние крылья не прозрачные. Бабочки активны в дневное время суток. В ночное время они держаться на цветках, только в иногда летят на свет.